# Racetrack Playa
Racetrack Playa, en inglés, es el nombre de un lago seco estacional situado en el norte de las Montañas Panamint, dentro del Parque nacional del Valle de la Muerte (California, EE. UU.). El lugar es muy conocido por sus «piedras viajeras» o «piedras rodantes» (sailing stones, sliding stones, moving rocks o playa scrapers en inglés),   un extraño fenómeno geológico.

## Geografía
La playa, extranjerismo procedente del español que se usa en inglés para denominar a los lagos secos, se encuentra a 1130 m sobre el nivel del mar, entre las montañas Cottonwood, al este, y la cordillera Last Chance, al oeste. Tiene 4,5 km de longitud en dirección norte-sur y 2 km en dirección este-oeste. Es excepcionalmente plana: el extremo norte es apenas 4 cm más alto que el extremo sur. Dos islas de roca carbonatada descansan en su superficie, al norte. La mayor, The Grandstand, alcanza los 22 m de altura.
La playa está seca durante casi todo el año y no posee vegetación. Durante la estación lluviosa bimodal (verano e invierno) caen precipitaciones intensas (sobre todo en invierno) y el agua desciende a la playa desde las montañas que la rodean, formando un lago poco profundo que se evapora rápidamente y deja un lecho de barro. Luego se seca y se resquebraja formando un mosaico poligonal. Los fuertes vientos inciden constantemente sobre la forma de las placas arcillosas, redondeándolas. En invierno el agua de las lluvias se congela formando una cubierta de hielo de 2,5-6,5 cm de espesor. Generalmente sólo parte de la playa se inunda en el transcurso de un año determinado.

## Las piedras deslizantes

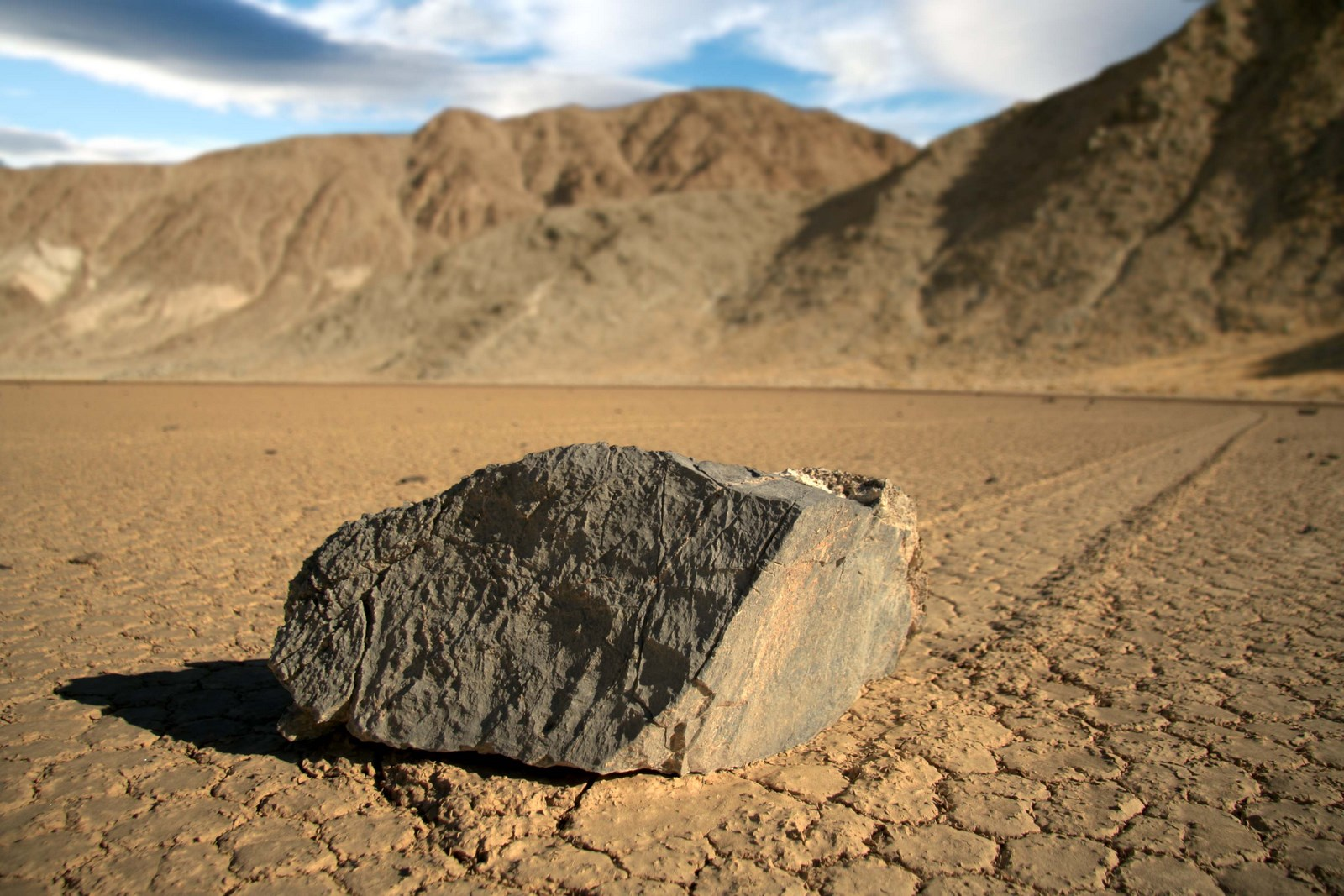
"Piedra deslizante".

Son rocas que se mueven lentamente por la superficie de la playa, dejando un rastro tras de sí, sin intervención alguna de humanos o animales. No parece que el viento, aunque muy intenso en la región, sea por sí solo el responsable, ya que hay rocas de más de 300 kg que necesitarían vientos de casi 300 km/h para moverse. Las rocas que poseen superficies irregulares dejan surcos estriados y las que muestran superficies más suaves simplemente se deslizan. En ocasiones una roca se da la vuelta, exponiendo al suelo una parte diferente de sí misma y modificando así el tamaño y el aspecto del rastro que deja. 
Estas piedras siempre han estado rodeadas de misterio y de explicaciones más o menos fantásticas. Los nativos de la zona consideraban que eran impulsadas por espíritus. Los primeros exploradores y buscadores de oro que observaron el fenómeno lo achacaron a un impreciso "campo magnético terrestre" u otro tipo de fuerza pseudocientífica. También se ha insinuado a veces que son mera obra de bromistas.

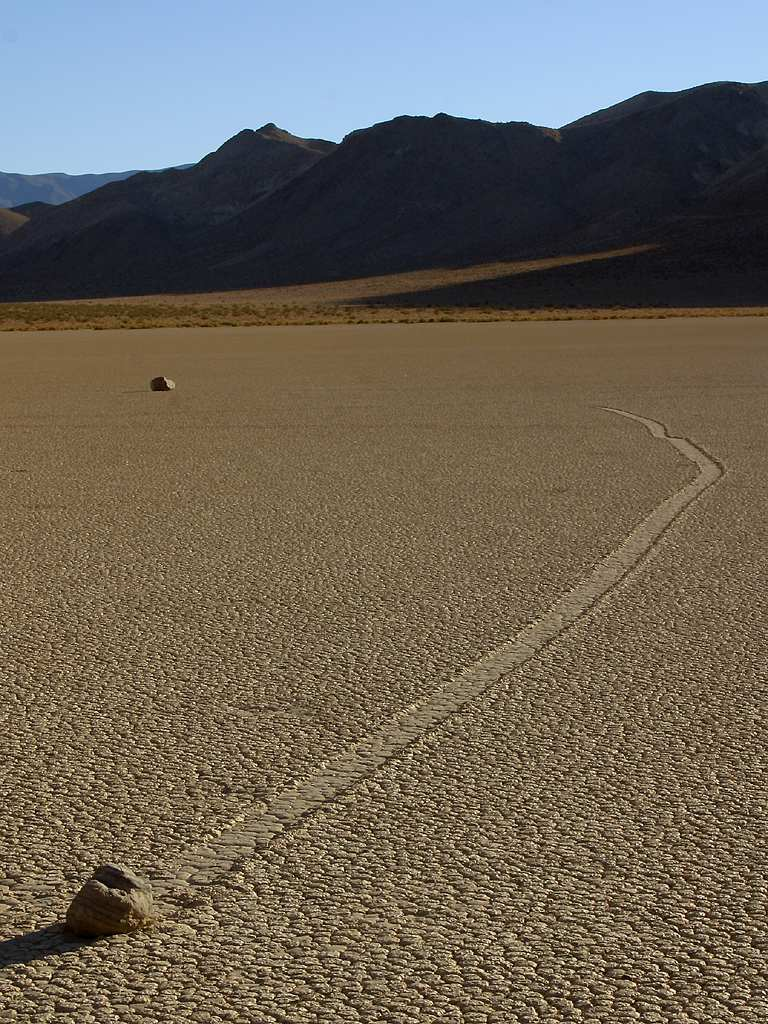
El largo surco dejado por una de las piedras.

En 1955, George M. Stanley desarrolló una teoría plausible para explicar el movimiento de las rocas. Éste se debería a una acción conjunta del viento, el hielo y el barro: cuando la fina capa de agua que cubre el lago tras una tormenta se congela, las piedras quedan atrapadas en el hielo. Las placas de hielo, que empiezan a fundirse, flotan sobre una película acuosa que lubrica el contacto con el barro, haciendo que todo el conjunto (incluidas las piedras) sea desplazado por el fuerte viento. Estos movimientos se habrían repetido año tras año hasta depositar las rocas a decenas o cientos de metros de su situación original. 
La brevedad de cada uno de estos desplazamientos haría el proceso casi imperceptible, permitiendo entender por qué nunca nadie ha visto moverse a las rocas.

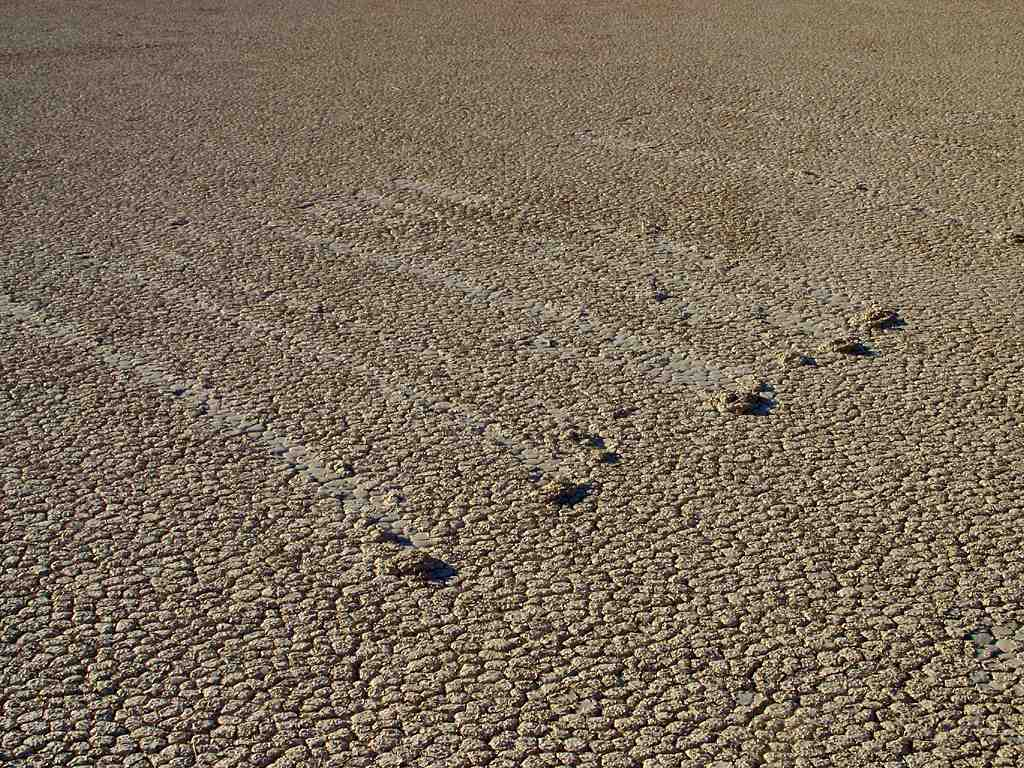
Numerosos surcos en formación paralela.

A mediados de los años 1990 se realizó un seguimiento por GPS de varias rocas, demostrando que, en efecto, se movían ligeramente tras ciertas tormentas. Esto parece corroborar la tesis de la acción conjunta del viento y el agua.
Hoy día se cree que simplemente los fuertes vientos y el barro, sin la intervención de las placas de hielo, posibilitan el desplazamiento de las rocas, aunque la teoría original de Stanley no ha quedado por ello totalmente descartada. Por otra parte, los estudios de los rastros dejados por las rocas confirman que se corresponden con la dirección de los vientos locales.
Esta curiosidad geológica no es exclusiva de Racetrack Playa, aunque es el lugar más conocido en el que se produce. En la literatura científica se han descrito casos en otros ocho lagos secos del suroeste de Estados Unidos de América, en el Sáhara tunecino, en Sudáfrica y en España.